# Perrogney-les-Fontaines
Perrogney-les-Fontaines ist eine französische Gemeinde im Département Haute-Marne in der Region Grand Est. Sie gehört zum Arrondissement Langres und zum Kanton Villegusien-le-Lac. In der Gemeinde leben 109 Einwohner (Stand: 1. Januar 2022).

## Geografie
Perrogney-les-Fontaines liegt etwa 33 Kilometer südlich von Chaumont. Hier entspringt der Fluss Aujon. Umgeben wird Perrogney-les-Fontaines von den Nachbargemeinden Courcelles-en-Montagne im Norden und Nordosten, Noidant-le-Rocheux im Nordosten und Osten, Flagey im Südosten, Aprey im Süden sowie Auberive im Südwesten und Westen.
Durch die Gemeinde führt die Autoroute A31 mit der Tank- und Rastanlage „Langres-Perrogney“.

## Bevölkerungsentwicklung

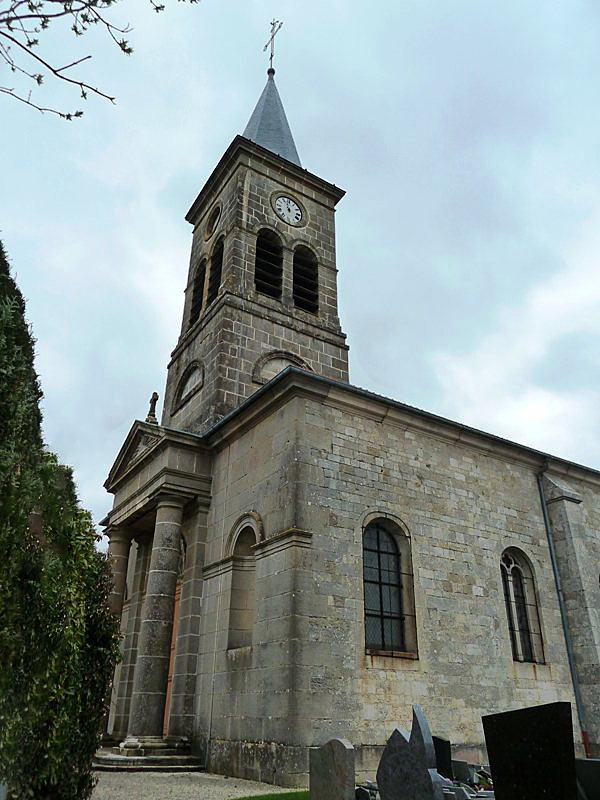
Kirche Saint-Martin

| Jahr                       | 1962 | 1968 | 1975 | 1982 | 1990 | 1999 | 2006 | 2019 |
| Einwohner                  | 130  | 110  | 125  | 130  | 129  | 121  | 114  | 112  |
| Quellen: Cassini und INSEE |      |      |      |      |      |      |      |      |